# Bataille de San Antonio
La bataille de San Antonio est un épisode de la guerre civile uruguayenne qui a lieu le 8 février 1846 près de la ville de Salto, avec comme protagoniste Giuseppe Garibaldi.
La bataille est importante car Garibaldi obtient un succès qui accentue sa notoriété en Amérique du Sud. La bataille se déroule dans le contexte de la guerre civile entre Blancos et Colorados qui se déroule en Uruguay entre 1839 et 1851.